# Matsumoto Yamaga Football Club
Maillots
Actualités
Le Matsumoto Yamaga FC (松本山雅ＦＣ) est un club japonais de football basé à Matsumoto dans la préfecture de Nagano. Le club évolue en J.League 3.

## Historique
Le club de football de Yamaga, formé principalement de joueurs sélectionnés par la préfecture de Nagano, a commencé ses activités en 1965. Visant à entrer dans la J.League en 2005, le nom a été changé en Matsumoto Yamaga Football Club et promu en J.League 2 en 2012.
En 2014, le club finit deuxième du championnat de deuxième division et accède pour la première fois de son histoire à la première division. En 2015, après une saison passée en première division, le club redescend en J.League 2. Le club remporte son premier trophée en 2018 en J.League 2 mais les saisons d'après le club enchaine 2 relégation (la première en 2019 et l'autre en 2021). 
Le nom de l'équipe "Yamaga" vient du café "Yamaga" en face de la gare de Matsumoto, où se trouvaient les joueurs au moment de la formation. Les trois angle au-dessus de l'emblème sont les Alpes du Nord centrées sur le mont Jonen, et la partie supérieure comprenant cette partie est un schéma du château de Matsumoto. Ces deux motifs expriment l'identité de la ville natale de Matsumoto. De plus, le tétras (oiseau préfectoral), également connu sous le surnom du club "Termigans", est placé des deux côtés.

## Palmarès
| Compétitions nationales                                                   | Compétitions internationales |
| - Championnat du Japon de D2 (1) - Champion : 2018 - Vice-champion : 2014 | - Néant                      |

## Joueurs et personnalités du club

### Entraîneurs
Le tableau suivant présente la liste des entraîneurs du club depuis 2008.
| Rang | Nom             | Période   |
| ---- | --------------- | --------- |
| 1    | Keiju Karashima | 2005-2008 |
| 2    | Hideo Yoshizawa | 2008-2011 |

| Rang | Nom                | Période   |
| ---- | ------------------ | --------- |
| 3    | Yoshiyuki Kato     | 2011-2012 |
| 4    | Yasuharu Sorimachi | 2012-2020 |

| Rang | Nom            | Période   |
| ---- | -------------- | --------- |
| 5    | Keiichiro Nuno | 2020      |
| 6    | Kei Shibata    | 2020-2021 |

| Rang | Nom               | Période   |
| ---- | ----------------- | --------- |
| 7    | Hiroshi Nanami    | 2021-2023 |
| 8    | Masahiro Shimoda  | 2023-2025 |
| 9    | Tomonobu Hayakawa | 2025-     |

## Bilan saison par saison
Ce tableau présente les résultats par saison du SC Sagamihara dans les diverses compétitions nationales depuis la saison 2012.
| Saison | Championnat | Championnat | Championnat | Championnat | Championnat | Championnat | Championnat | Championnat | Championnat | Championnat | Coupe du Japon | Coupe de la Ligue |
| Saison | Division    | Pos         | Pts         | J           | V           | N           | D           | BP          | BC          | Diff.       | Coupe du Japon | Coupe de la Ligue |
| ------ | ----------- | ----------- | ----------- | ----------- | ----------- | ----------- | ----------- | ----------- | ----------- | ----------- | -------------- | ----------------- |
| 2012   | J2 League   | 12e         | 59          | 42          | 15          | 14          | 13          | 46          | 43          | +3          | 2e tour        | -                 |
| 2013   | J2 League   | 7e          | 66          | 42          | 19          | 9           | 14          | 54          | 54          | 0           | 3e tour        | -                 |
| 2014   | J2 League   | 2e          | 83          | 42          | 24          | 11          | 7           | 65          | 35          | +30         | 3e tour        | -                 |
| 2015   | J1 League   | 16e         | 28          | 34          | 7           | 7           | 20          | 30          | 54          | -24         | 4e tour        | Phase de groupe   |
| 2016   | J2 League   | 3e          | 84          | 42          | 24          | 12          | 6           | 62          | 32          | +30         | 2e tour        | -                 |
| 2017   | J2 League   | 8e          | 66          | 42          | 19          | 9           | 14          | 61          | 45          | +16         | 4e tour        | -                 |
| 2018   | J2 League   | 1er         | 77          | 42          | 21          | 14          | 7           | 54          | 34          | +20         | 3e tour        | -                 |
| 2019   | J1 League   | 17e         | 31          | 34          | 8           | 7           | 19          | 29          | 51          | -22         | 2e tour        | Phase de groupe   |
| 2020   | J2 League   | 13e         | 54          | 42          | 13          | 15          | 14          | 44          | 52          | -8          | -              | Phase de groupe   |
| 2021   | J2 League   | 22e         | 34          | 42          | 7           | 13          | 22          | 36          | 71          | -35         | 3e tour        | -                 |
| 2022   | J3 League   | 4e          | 66          | 34          | 21          | 3           | 10          | 55          | 39          | +16         | 2e tour        | -                 |
| 2023   | J3 League   | 9e          | 54          | 38          | 15          | 9           | 14          | 51          | 47          | +4          | -              | -                 |
| 2024   | J3 League   | 4e          | 60          | 38          | 16          | 12          | 10          | 61          | 45          | +16         | -              | 1er tour          |
| Saison | Division    | Pos         | Pts         | J           | V           | N           | D           | BP          | BC          | Diff.       | Coupe du Japon | Coupe de la Ligue |
| Saison | Championnat |             |             |             |             |             |             |             |             |             | Coupe du Japon | Coupe de la Ligue |

## Stade

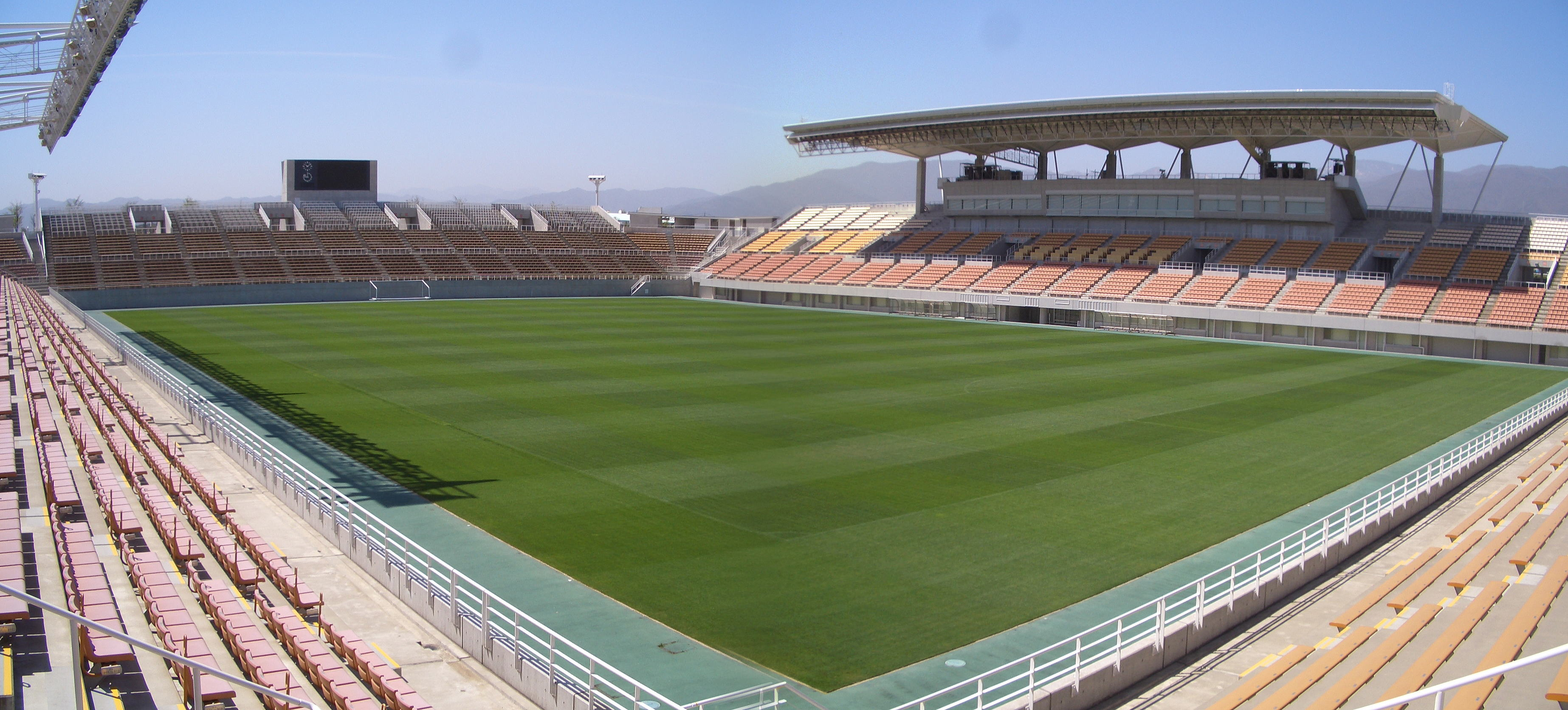
Le Matsumoto Stadium.

Le stade du Matsumoto Yamaga FC est le Matsumoto Stadium situé à Matsumoto. Sa capacité actuelle est d'environ 20 000 places (16 000 assises ainsi que 4 000 debout) pour les rencontres du championnat du Japon de football.